# Classe Nelson
Os navios da Classe Nelson formaram uma série de dois encouraçados da Marinha Real Britânica, que combateram na Segunda Guerra Mundial.
Os dois couraçados que compunham a Classe Nelson, tiveram sua origem numa série de desenhos projetados durante a Conferência de Washington. Seguindo os termos do acordo onde a Grã Bretanha tinha tido autorização para construção de dois novos couraçados, no entanto estavam sujeitos as limitações tanto no deslocamento (35.560 ton padrão) e no armamento (canhões de 406 mm no máximo), conforme fixado no tratado. O projeto no entanto tornou-se uma versão escalonada dos cruzadores de batalha na época, com nove canhões em torres triplas de 406 mm, e blindagem suficiente para aguentar projéteis de até 406 mm, mas na verdade estas modificações sujeitaram o projeto a uma substancial redução na velocidade.

## Projeto
Surgiram deste projeto os couraçados Nelson e Rodney, aos quais foram introduzidos novos conceitos de Construção. Sua torres triplas estavam concentradas na frente da ponte, com o objetivo de encurtar o comprimento da cidadela. Além disto o sistema de proteção conhecido na época como “tudo ou nada”, primeiramente adotado pela Marinha Americana, era favorecido de forma que a espessura da blindagem máxima podia se concentrar no cinturão lateral e no único convés pesadamente blindado.
O Nelson foi o primeiro couraçado do mundo a ter baterias secundárias montada em torres. Isto permitia aos canhões serem manipulados em quaisquer condições meteorológicas. No entanto a fraca blindagem (25 mm), assim como a colocação muito próximas das torres de tiro umas das outras gerou críticas. Outro fato incomum foi a construção da ponte em forma de torre, que no futuro serviria de modelo para as novas construções.
Nem todas inovações tiveram sucesso, as torres triplas causavam problemas, mesmo depois de serem remodeladas. O padrão de fogo era de um projétil a cada 45 segundos o que tornava muito lento além de causar danos na estruturas das bocas de tiros por falta de dimensionamento.

## Histórico

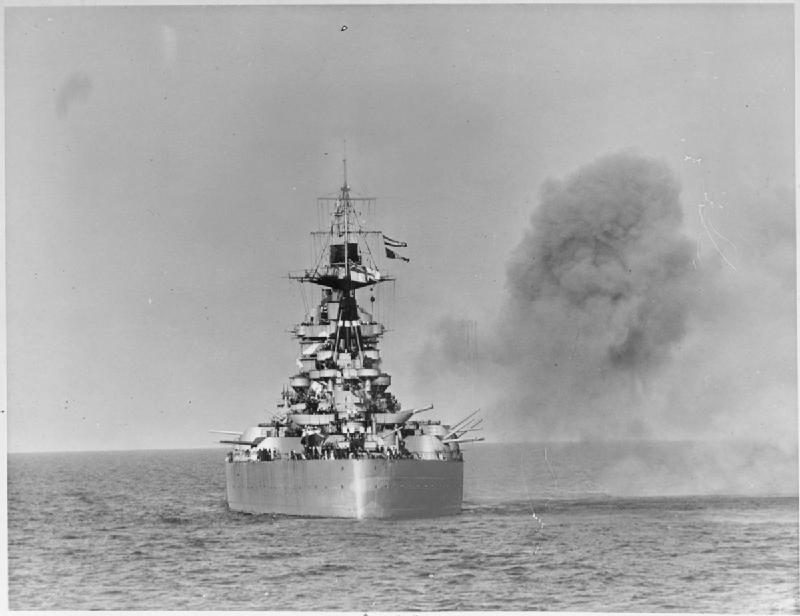
HMS Rodney - Normandia 1944

Ao estourar a guerra o Nelson e o Rodney constituíram a espinha dorsal da marinha inglesa. O Nelson em Dezembro de 1939 foi avariado por minas e o Rodney foi atingido por 500 kg de bombas durante operações  próximas a Noruega. Com a entrada em operação dos novos cruzadores da Classe King George V, estes foram relegados a operações de escolta de comboios no Atlântico.
Durante uma destas missões de escolta, o HMS Rodney, recebeu ordens de emergência para abandonar os navios que estava escoltando e dirigir-se ao encontro do couraçado Bismarck , que os britânicos procuravam interceptar e destruir. 
São os canhões de 406mm do Rodney, que atingem pela primeira vez com gravidade o navio alemão, tendo perfurado uma área menos blindada e atingido o sistema de controle de tiro do navio alemão, cegando-o parcialmente.
O poder dos canhões de 406mm foi devastador, e embora o navio alemão só tenha afundado com torpedos devido à excelente qualidade da construção do seu casco, embora sua superestrutura tinha sido completamente varrida por disparos da frota aliada.
Ambos continuaram em operação até o final da guerra até serem desativados e vendidos como sucata. 